# Andrei Igorevich Semyonov
Bản mẫu:Eastern Slavic name
Andrei Igorevich Semyonov (tiếng Nga: Андрей Игоревич Семёнов; sinh ngày 8 tháng 6 năm 1992) là một hậu vệ bóng đá người Nga. Anh thi đấu cho FC Fakel Voronezh.

## Sự nghiệp câu lạc bộ
Anh có màn ra mắt tại Russian Second Division cho F.K. Lokomotiv-2 Moskva vào ngày 23 tháng 7 năm 2012 trong trận đấu với FC Znamya Truda Orekhovo-Zuyevo.